# 东岳街道
东岳街道，是中华人民共和国福建省漳州市龙文区下辖的街道，1997年由福建省民政厅批准设立，但至今未正式设立。

## 行政区划
东岳街道下辖以下地区：
原芗城区芝山镇的古塘村、群勇村、市尾村、塔后村，南坑街道的东岳社区、岳北社区、漳糖社区、东关社区、南坑社区、洋筠社区和洋筠村，巷口街道的岳口社区、胜利东社区、东园社区、新民社区、巷口社区、新港社区、霞浦社区、霞东社区。
由于东岳街道仍未正式设立，以上地区仍由芗城区实际管辖。

### 区划代码
民政部和福建省民政厅已赋东岳街道350603001代码，国家统计局未赋东岳街道代码。龙文区于2017年正式设立步文街道，民政部和福建省民政厅赋码350603002，国家统计局赋码350603001，造成区划代码混乱。